# Parochthiphila nigripes
Parochthiphila nigripes is een vliegensoort uit de familie van de Chamaemyiidae. De wetenschappelijke naam van de soort is voor het eerst geldig gepubliceerd in 1900 door Strobl.